# 世界佛教论坛
世界佛教论坛是中国佛教协会和中华宗教文化交流协会定期举办的世界性的佛教对话、交流、合作的论坛，每三年舉行一次。旨在“为热爱世界、关爱生命、护持佛教、慈悲为怀的有识之士，搭建一个平等、多元、开放的高层次对话、交流、合作的平台。”

## 首届世界佛教论坛
首届世界佛教论坛2006年4月13日至16日在中国浙江省杭州和舟山市举行，主题为“和谐世界 从心开始”。来自世界37个国家和地区的千余名佛教高僧出席了此次佛教盛事。
议题主要包括：
- 佛教的团结合作。 佛教中和谐的理念，进一步发掘佛教教义中净化心灵、自净其意的丰富资源；增进佛教大乘与上座二乘、南北传、三大语系的团结与合作；推进新世纪僧伽教育的和谐发展，加强佛教教育与社会教育之间的互动；，推进佛教弘法利生事业；探讨佛教第七次结集的可行性；加强世界各地佛教组织的联系与合作；展望世界佛教青年活动的未来[2]。

- 佛教的社会责任。佛教与环保，增进人与自然和谐；运用佛教伦理提升社会道德，促进人人和谐；进一步推进佛教社会慈善事业；探讨身心净化与人类的永续发展问题[2]。

- 佛教的和平使命。着重探讨：人类的共存共荣问题，研究帮助如何消解地区间纷争与冲突，共同建设人间净土；佛教对世界文化贡献；增进不同文明对话、减少文明隔膜冲突[3]。

在本次会议中，西藏第十一世班禅活佛公开露面。

## 第二届世界佛教论坛

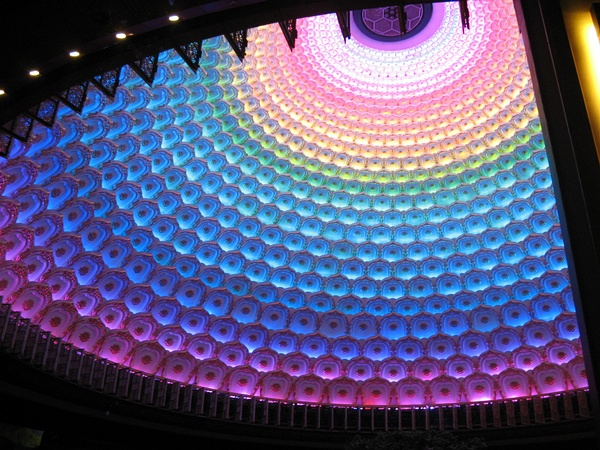
无锡灵山梵宫天顶，中国大陆地区主会场

第二届世界佛教论坛2009年3月28日至4月1日，在无锡灵山梵宫和台北举行。主题为“和谐世界 众缘和合”。在台北小巨蛋闭幕。

### 参会代表
来自中国大陆、台灣、香港、澳门和韩国、日本、印度、泰国、斯里兰卡、缅甸、柬埔寨、老挝、越南、新加坡、马来西亚、印度尼西亚、孟加拉国、美国、加拿大、澳大利亚、英国、意大利等近50个国家和地区的佛教界高僧大德、中外政要、学术界与文化界专家学者、企业界人士和新闻媒体记者近两千人共聚一堂，围绕“和谐世界，众缘和合”的主题进行了广泛而深入的交流。
出席本次世界佛教论坛的法师有星雲大師、一誠長老、彻性法师、本煥長老、覺光長老、嘉木样·洛桑久美·图丹却吉尼玛仁波切、惟覺老和尚、祜巴龙庄勐長老、永寿法师、明海法师、如意法师、济群法师、班禅活佛等佛学高僧主持、参加会议讨论或演讲。另外，学界、商界、影视界人士李连杰、李宁、俞敏洪、潘石屹、刘长乐等也参会世界佛教论坛。

### 议程
第二届世界佛教论坛分论坛将探讨18个议题。
- 无锡灵山分论坛议题：（3月28日-3月30日）

1. 佛教修学体系[10]
2. 佛教教育的机遇和挑战[11]
3. 法宝之光——大藏经的整理、保护和研究[12][13][14]。
4. 佛教音乐文化的抢救保护与创新发展[15]。
5. 高等教育与佛教教育的互相发展[11]。
6. 佛教与科学[16]
7. 众善奉行——佛教思想与企业的和谐发展。[17]
8. 佛教的传播与民族性[18][19]

- 台北分论坛议题：（3月30日-4月1日）

1. 佛教的组织管理。
2. 佛教的弘法传播[20][21]
3. 佛教的艺文事业。
4. 佛教的慈善关怀[22][23]
5. 佛教的心灵环保。
6. 佛教与现代性[24]。
7. 佛教的国际交流[25]。
8. 佛教的宗派融合。

电视会谈：
1. “长老论坛”—两岸四地佛教界交流里程记忆。
2. “精英论坛”—儒释道文化交流展现东方智慧。

### 评论
- 第二届世界佛教论坛的举办成功，得到了世界范围的一致肯定及嘉许。[26]

- 密歇根大学教授史蒂芬·考威尔认为，第二次世界佛教论坛是非常重要的一种交流方式。佛教是中国历史和文化的重要组成部分，海峡两岸共同弘扬中国传统优秀文化，对两岸人民都深具意义。这是两岸佛教界深化交流与合作的一个非常好的平台[27]。
- 北京大学哲学系教授楼宇烈说，佛教是两岸同胞共同信仰的宗教之一，两岸的佛教交流有助于推动两岸同胞进一步的文化交流[27]。
- 國立政治大學教育學院教授郑石岩表示，这一交流对于促进两岸同胞之间的感情起到了积极作用[27]。
- 台中慈光禅学院院长惠空法师表示，通过论坛这一平台，全球近５０个国家和地区的佛教领袖看到了当今佛教发展的情况，不同佛教宗派、不同语言、不同民族、不同文化通过论坛实现交流交融。他们将会把佛教推动世界和谐的愿景带回信众中，这对世界和谐、文明发展的推动，将是一个有力的力量。法鼓山佛教学院院长惠敏法师说，论坛为两岸佛教交流提供了一个难得的平台。台湾佛教有特色，长期以来在佛教教育和佛教资讯化方面取得了一些成果，两岸佛教界可以在交流中互相学习，通过交流彼此尊重差异、取长补短[27]。
- 香港佛教联合会会长觉光长老相信这个世界性的盛会，一定会促进两岸的和谐发展。[28]
- BBC认为首届世界佛教论坛的举办意味着中国政府对宗教的控制有所松动，也“可能是希望藉此舒缓美国等外界对干预宗教自由的指责”[29]。也有评论显示，中国有意以佛教力量抗衡以西方国家为主要代表的基督教（新教、天主教等）。
- 路透社报道认为，这次海峡两岸合办佛教论坛有助于加强两岸关系，认为佛教可以帮助中国维持稳定、扩大道义影响力。[30]
- 淡江大学国际事务与战略研究所教授林中斌认为，未来宗教软实力会在中国国家战略中发挥更大力量。[31]
- 这次国际论坛的广泛性和代表性受到质疑。有舆论认为，这次论坛是以中国为主的一次统战活动[32]。

## 第三屆世界佛教論壇
于2012年4月25日至27日在香港举行，主題為「和諧世界 同願同行」，並邀請了六十多個國家地區之佛教領袖、學者專家蒞臨香港參與盛會。第三屆世界佛教論壇開幕禮在4月26日在香港體育館舉行，香港行政長官曾蔭權，全國政協副主席董建華以及香港民政事務局局長曾德成受邀成為開幕嘉賓。在第三屆世界佛教論壇舉辦的同期，香港佛教界將迎請現存唯一的釋迦牟尼佛頂骨舍利蒞港供奉，並由4月25-30日一連六天於香港體育館供香港民众瞻礼祈福。

## 第四届世界佛教论坛
第四届世界佛教论坛于2015年10月24日在江苏省无锡市举行。

## 第五届世界佛教论坛
第五届世界佛教论坛于2018年10月在福建省莆田市举行。

## 第六届世界佛教论坛
第六届世界佛教论坛2024年10月15日至17日在浙江省宁波雪窦山举行，来自72个国家和地区的佛教界代表、专家学者等约800人出席。